# Cercle de Lorraine
De Cercle de Lorraine (Club van Lotharingen in het Nederlands) was een Belgische businessclub gevestigd in Brussel.
De club werd in 1998 in Brussel opgericht door zakenman Stéphan Jourdain en heeft als doel om representatieve persoonlijkheden uit de Belgische industriële en financiële wereld, zowel Franstalig als Nederlandstalig, samen te brengen. Initieel was de club gevestigd in de Prins van Oranjelaan in Ukkel, in het Château Fond'Roy, voormalig eigendom van president Mobutu, verhuisde de Cercle naar het Hôtel de Mérode, gelegen aan het Poelaertplein.
In 2015 ging de Cercle de Lorraine door een ernstige crisis. Er worden rechtszaken aangespannen wegens "laster en smaad". In oktober 2016 presenteerde de Cercle de Lorraine een nieuwe bestuursstructuur, met een uitgebreidere Algemene Vergadering en een nieuwe Raad van Bestuur. Het voorzitterschap van de Raad van Bestuur werd toevertrouwd aan Dirk Gyselinck , lid van het Directiecomité van Belfius. Hij werd in deze rol ondersteund door een vicevoorzitter, Charles-Albert Peers de Nieuwburgh, CEO van Alcogroup, en gedelegeerd bestuurder Godefroid de Woelmont.
In 2020 kwam de club opnieuw in financiële problemen terecht door de coronacrisis, en verdween. Ze maakte in het volgend jaar een doorstart onder de naam Club De Mérode.